# Бърнард Мейдоф
Бърнард Мейдоф (на английски: Bernard Lawrence Madoff) е прословут американски бизнесмен.
Той е създател на най-голямата финансова пирамида в света, която се сгромолясва в Ню Йорк в разгара на световната финансова криза през ноември-декември 2008 г. Бивш председател е на съвета на директорите на фондовата борса NASDAQ.

## Ранни години
Смятаният за „легенда“ на Уолстрийт Бърнард Мейдоф е роден в еврейско семейство в Ню Йорк през 1938 г. През 1956 г. завършва престижното училище Far Rockaway. Любител на плуването. През 1960 г. завършва колежа „Хофстра“ в Ню Йорк с бакалавърска степен по политически науки.

## Бизнес кариера
През 1960 година 22-годишният тогава Мейдоф влага 5000 долара в първото си бизнес начинание – инвестиционна компания Bernard L. Madoff Investment Securities. За десетилетие печели множество клиенти и голямо доверие. Впуска се в инвестиционното банкиране и в началото на 90-те години на 20 век вече е един от най-уважаваните бизнесмени на Уолстрийт. Мейдоф е сред създателите на Американската фондова борса NASDAQ, занимаваща се с продажбата на ценни книжа. Мейдоф е сред 25-имата най-големи играчи на водещата световна финансова борса на Уолстрийт, като преди избухването на аферата е наричан от масмедиите „стълб на Уолстрийт“ и „пионер в електронната търговия на фондовата борса“, тъй като е един от първите в Ню Йорк, който изцяло компютризира документооборота на компанията NASDAQ.
Мейдоф първоначално е член на Съвета на директорите на NASDAQ, а от началото на 1990 г. и негов председател. В допълнение към това, Мейдоф е начело и на хедж фонда Мейдоф, който е основан през 1983 г. и е със седалище в Лондонското сити. През 1985 г. е един от основателите и член на Съвета на директорите на International Securities Clearing – международна компания за клиринг и безналични разплащания между фирми и държави.
До избухването на аферата Мейдоф минава за филантроп. Заедно с жена си основава семейната фондация Мейдоф, която дарява милиони долари на театри, музеи, образователни институции и еврейски благотворителни организации. В допълнение към тази „визитна картичка“, Мейдоф е касиер на борда на настоятелите на бизнес училище, еврейския университет „Йешива“ и колежа „Хофстра“. В допълнение към цялата тази благотворителна дейност, Мейдоф прави значителни дарения за предизборните кампании на водещи американски политици, предимно членове на Демократическата партия на САЩ.
Мейдоф демонстрира бохемски начин на живот – член е на няколко елитни ски и голф клубове, притежава шикозни апартаменти в Манхатън, къщи в Палм Бийч и на Френската Ривиера. Осъществява круизи до Бахамските острови за бизнес-партньори на своята яхта и т.н.

## Афера Бърнард Мейдоф
Аферата, носеща неговото име, се развива като в екшън в разгара на световната финансова криза през 2008/2009 г., която удря най-вече финансите на САЩ. На 11 декември 2008 г. Бърнард Мейдоф е арестуван в Ню Йорк по обвинение, че е организирал голяма измамна схема чрез фирмата си за финансови услуги. На следващия ден Федерален съд в Манхатан замразява активите на компанията, като ѝ назначава синдик с цел да предпази доколкото е възможно инвеститорите в измамната схема. Истината излиза наяве, когато високопоставени служители в компанията съобщават пред прокуратурата за неговото самопризнание, че „всичко е било една голяма лъжа“ и че „новата гигантска схема на Понци“ е реализирала „загуби“ в размер на 50 млрд. долара. В случая „инвестиционната компания“ на Мейдоф акумулира средства, като обещава много висок дивидент, без да ги инвестира в каквито и да било активи. На първите „инвеститори“ се изплаща „дивидент“ от постъпленията от новите участници в схемата и се разчита на непрекъснат приток на инвеститори.
Според обвинението общата сума, с която финансовата пирамида завлича многобройните си клиенти, възлиза на 64,8 млрд. долара. Сред инвеститорите от цял свят са големи европейски и азиатски банки, както и известни частни лица. Сред жертвите на Мейдоф са най-голямата италианска банка Уникредит (101 млн. долара) и японската Номура (303 млн.), френският финансов гигант БНП Париба с 464 млн. долара и т.н. Белгийската банка Дексия съобщава, че нейни частни клиенти са инвестирали във фирмите на Мейдоф 107 млн. долара. Сред пострадалите се оказват и много благотворителни фондации, еврейски организации, както и знаменитости като режисьора Стивън Спилбърг и издателя милиардер Морт Цукерман.

## Присъда
На 29 юни 2009 г. Бърнард Мейдоф получава от федералния съдия Дени Чин присъда от 150 г. лишаване от свобода за финансова измама.